# NGC 5339
NGC 5339 este o galaxie spirală situată în constelația Fecioara. A fost descoperită în 14 mai 1887 de către Guillaume Bigourdan⁠(d).